# Pieter Corneliszoon Hooft

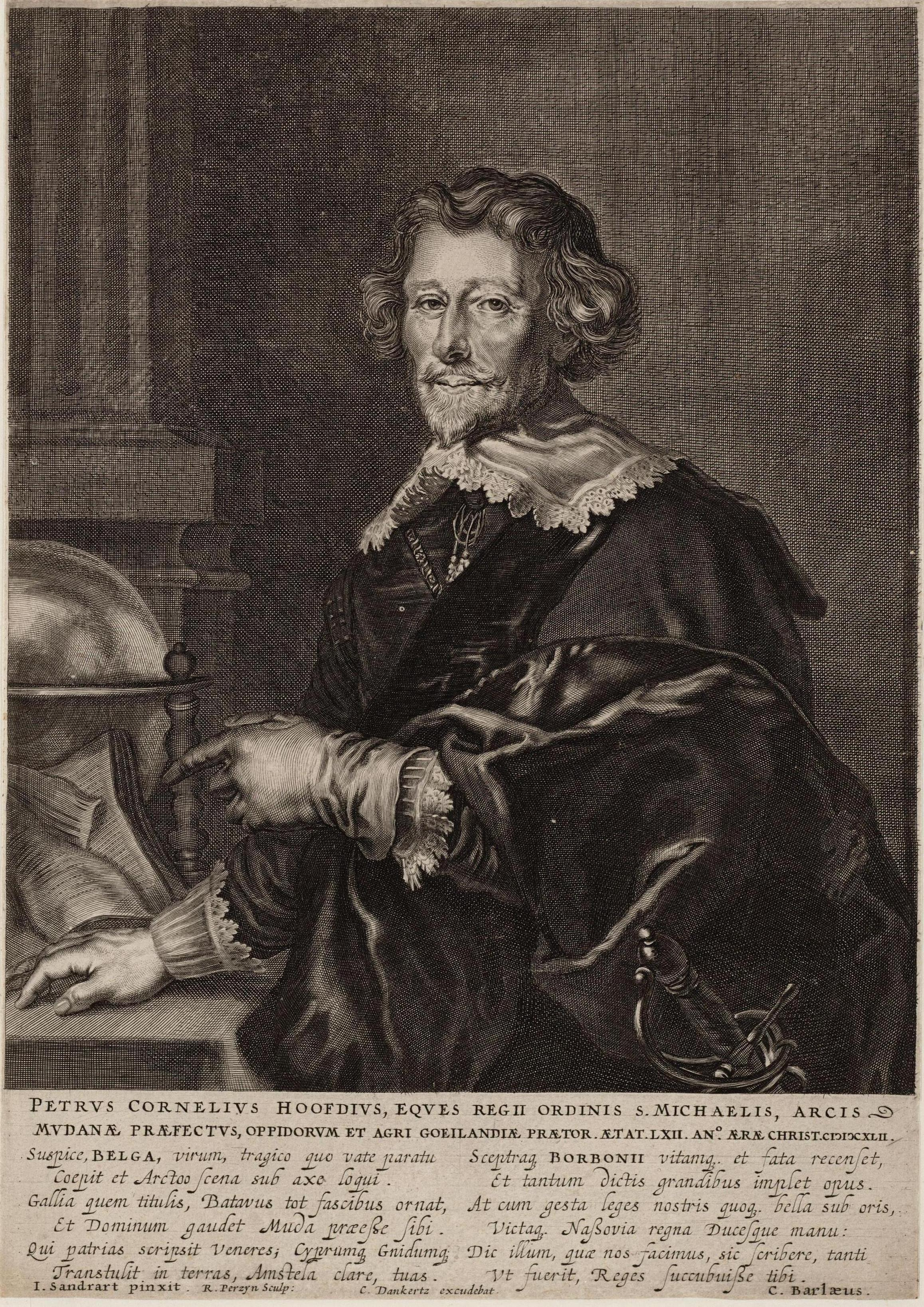
Pieter Corneliszoon Hooft (1642)

Pieter Corneliszoon Hooft (* 16. März 1581 in Amsterdam; † 21. Mai 1647 in Den Haag), Ritter von Sankt Michael, war ein niederländischer Dichter, Historiker und Dramatiker.

## Leben
Pieter Corneliszoon Hooft entstammte der vornehmen Patrizierfamilie Hooft, welche im 17. und 18. Jahrhundert mehrere Amsterdamer Bürgermeister stellte. Sein Vater war Cornelis Hooft, ein um die Wende des 16. zum 17. Jahrhunderts mächtiger Amsterdamer Stadtregent. Catharina, seine Base zweiten Grades, war die Ehefrau des Cornelis de Graeff.
Pieter Corneliszoon Hooft gehört zu den bedeutendsten Dichtern der Renaissance in den Niederlanden. Seine Auffassungen waren humanistisch; in den Religionskriegen seines Zeitalters blieb er im Allgemeinen neutral. Sein bekanntestes Drama ist Warenar, das eine deutliche Beeinflussung durch das Werk des römischen Dramatikers Plautus verrät. Als Historiker wurde er berühmt durch seine 1628 begonnenen Nederlandsche Historien, ein stilistisches Meisterwerk, an dem er bis zu seinem Tode arbeitete. Bedeutsam sind auch seine staatsrechtlichen Arbeiten.
Hooft war vermögend und verwaltete, da er Drossaard (Truchsess) von Muiden war, zwischen 1609 und 1647 das Muiderslot, ein Schloss 15 km östlich von Amsterdam. Dort entstand um ihn ab 1621 ein literarischer und musikalischer Kreis, der Muiderkring. Die Mitglieder und Besucher dieses Kreises hatten großen Einfluss auf die niederländische Literatur im 17. Jahrhundert.

### Wappen

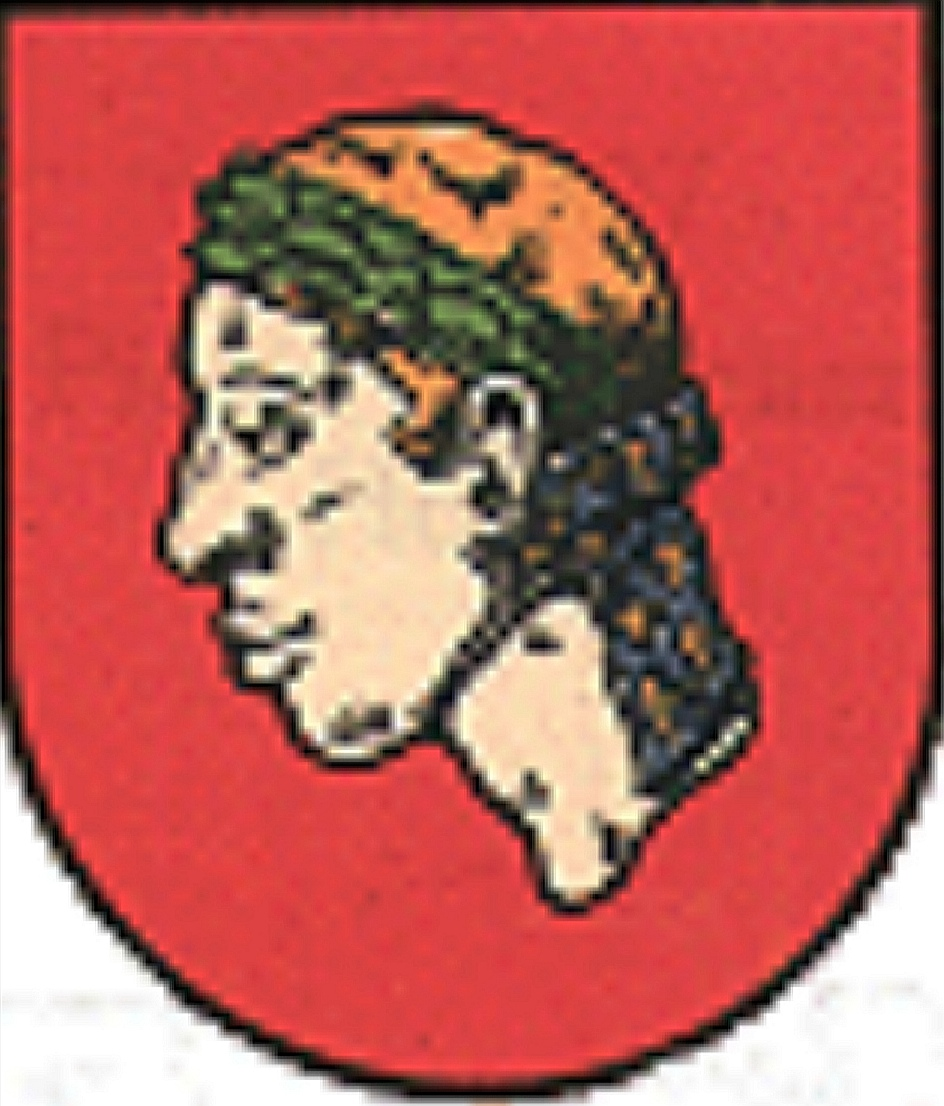
Wappenschild des Pieter Corneliszoon Hooft

Wappenschild: In Rot ein nach rechts gewendeter silberner Männerkopf mit goldenem Haar, umwickelt mit einem grünen Lorbeerkranz, von hinten zusammengebunden durch einen blauen Schleier, übersät mit goldenen Lilien. Anmerkung: Diese königlichen Lilien sind das Ergebnis eines Adelsbriefes von König Ludwig XIII. von Frankreich, den dieser Hooft gleichzeitig mit dem Ordre de Saint-Michel im Jahr 1639 als Zeichen der Anerkennung für dessen Werk „Das Leben Heinrichs IV.“, dem Vater des Königs, verliehen hatte. Hooft wurde auch das Recht gegeben, eine strahlende Sonne als Helmzeichen zu verwenden.

## Werke
- Nederlandsche historien, seedert de ooverdraght der heerschappye van Kaizar Kaarel den Vyfden op Kooning Philips zynen zoon, tot de doodt des Prinsen van Oranje. Met het vervolgh tot het einde der landtvooghdye des Graaven van Leicester. Amsterdam 1677 und zahlreiche weitere Ausgaben.
- Warenar. Bakker, Amsterdam 2004, ISBN 90-351-2653-X.